# Edvaldo Oliveira Chaves
Edvaldo Oliveira Chaves, noto come Pita (Nilópolis, 4 agosto 1958), è un ex calciatore brasiliano, attivo tra anni settanta, ottanta e novanta nel ruolo di centrocampista offensivo.

## Carriera
Nella sua carriera ha vestito le maglie del Santos e del San Paolo (Brasile), dello Strasburgo in Francia, del Guarani ancora in Brasile, del Hiroshima Fujita e del Nagoya Grampus Eight nella J-League giapponese, e, nuovamente in patria, dell'Internacional de Limeira.
Con la Nazionale brasiliana ha preso parte a sette incontri tra il 1980 e il 1987, partecipando alla vittoriosa esperienza dei Giochi Panamericani 1987.

## Palmarès

### Club
- Campionato paulista: 3

Santos: 1978
San Paolo: 1985, 1987
- Campionato brasiliano: 1

San Paolo: 1986

### Nazionale
- Giochi panamericani: 1

Indianapolis 1987